# Demontage (Reparation)
Der Begriff Demontage benennt das Abbauen und Abtransportieren von Produktionsmitteln (z. B. Industrieanlagen) oder anderen ortsfesten Anlagen (z. B. Eisenbahnoberbau- oder Fahrleitungsmaterial) durch eine Kriegspartei im besetzten Gebiet oder Land eines Kriegsgegners. Demontagen können während eines Krieges oder nach einem Krieg stattfinden.
Demontagen (wie auch Kontributionen und Requisitionen) wurden in der Vergangenheit oft als Entschädigung der demontierenden Kriegspartei deklariert.

## Deutschland nach dem Zweiten Weltkrieg

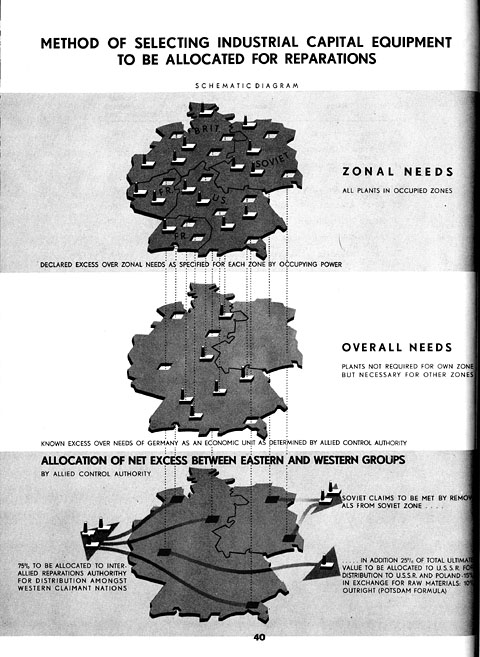
OMGUS-Darstellung der geplanten Demontage, 1945

Nach dem Zweiten Weltkrieg kam es in den Besatzungszonen zu Demontagen. Die Siegermächte, insbesondere die Sowjetunion, strebten Reparationen zur Wiedergutmachung für erlittene Schäden an. Außerdem sollte Deutschland durch die Zerschlagung seiner Rüstungsindustrie militärisch geschwächt und dadurch ein erneuter Angriffskrieg unmöglich gemacht werden. Gemäß dem Potsdamer Abkommen sollten aus dem britischen Besatzungsgebiet mit dem Ruhrgebiet als industriellem Zentrum Deutschlands demontierte Anlagen an die anderen Alliierten verteilt werden. Der vereinbarte Anteil für die Sowjetunion betrug 25 %, da diese am stärksten von den Kriegsverwüstungen betroffen war und nach den Planungen mit landwirtschaftlichen Erzeugnissen aus der sowjetischen Besatzungszone in die Westzonen die Ernährung in den dortigen Bevölkerungszentren ermöglichen sollte. Die prozentuale Verteilung aus der britischen Zone an die Westalliierten wurde im Pariser Reparationsabkommen vom Januar 1946 geregelt und durch die Inter Allied Reparation Agency (IARA) in Brüssel verwaltet.
Die Demontage von Industrieanlagen in der US-amerikanischen Zone wurde nach einem im März 1946 aufgestellten Industrieplan begonnen, nach dem 1.600 Betriebe demontiert werden sollten, um das Produktionsniveau auf rund 63 % des Wertes von 1938 zurückzuschrauben. Ein Jahr später wurde jedoch bereits der Marshallplan angekündigt und die Aufnahme Westdeutschlands unter die Empfängerländer der Mittel des European Recovery Programs (ERP). In der Bizone und später Trizone beendete die Truman-Doktrin die Politik der Demontagen. Der neue Industrieplan von 1947 sah bereits vor, die Industriekapazitäten annähernd auf das Vorkriegsjahr anzuheben. Deswegen wurde in Westdeutschland auch das Beenden der Demontagen erwartet. Im Oktober 1947 wurde aber wieder eine Demontageliste erlassen, die immerhin noch 682 Betriebe umfasste. Dadurch kam es in den Folgejahren zum Nebeneinander von Demontage und Remontage, dem verstärkten Wiederaufbau von Betrieben.
Die Demontage-Pläne wurden zuletzt im Petersberger Abkommen vom 22. November 1949 revidiert und Ende 1950 wurde die Demontage in der Bundesrepublik eingestellt. Der Gesamtwert der demontierten Anlagen wurde für Westdeutschland auf bis zu 5,4 Mrd. DM geschätzt, für die Sowjetische Besatzungszone (SBZ) bzw. DDR auf bis zu 5 Mrd. DM.
In der SBZ war das Brutto-Anlagevermögen im Jahr 1948 25,7 % geringer als 1936, während es noch 1945 – trotz Kriegsschäden – 23 % größer als vor dem Krieg gewesen war. Die Produktionskapazitäten sanken sogar auf 70 %, da das Fehlen geringwertiger Bauteile den Stillstand einer ganzen Produktionsanlage verursachen konnte. Die Abnahme um 49 Prozentpunkte (von 123 % auf 74 %) zwischen 1945 und 1948 ist nur zu etwa einem Fünftel durch Abschreibungen zu erklären. Unter anderem demontierte die Sowjetunion in ihrer Besatzungszone vier Fünftel der Kapazitäten in der Fahrzeugindustrie und drei Viertel der Eisenerzeugung. Daneben wurden bis 1947 48 Prozent des Schienennetzes demontiert und in die Sowjetunion verbracht.

## Japan in der Nachkriegszeit
Auch in Japan wurden Industrieanlagen durch die Alliierten demontiert.